# Малі Парзі
Малі́ Парзі́ — річка в Росії, ліва притока Сепича. Протікає територією Удмуртії (Глазовський район).
Річка починається за 3 км на схід від села Коротай. Протікає на північний схід. Впадає до Сепича нижче села Кочишево. Береги річки місцями заліснені, долина широка. Приймає декілька дрібних приток. В нижній течії створено ставки.
Над річкою розташоване тільки село Кочишево, де збудовано автомобільний міст.